# ماهی تن پروانه‌ای
ماهی تُن پروانه‌ای (انگلیسی: Butterfly kingfish) از ماهیان اقیانوس‌زی از خانواده ماهیان خال‌خالی است.
ماهی تن پروانه‌ای تنها گونه در سرده شکم‌چلیپایی‌ها (Gasterochisma) و زیرخانواده شکم‌چلیپاییان (Gasterochismatinae) است.